# お山の杉の子
『お山の杉の子』（おやまのすぎのこ）は、日本の唱歌。作詞は吉田テフ子、補作詞はサトウハチロー、作曲は佐々木すぐる。1944年（昭和19年）発表。

## 概要
1944年（昭和19年）8月、少国民文化協会が学童疎開中の子供たちを元気づけるためとして「少国民歌歌詞」の懸賞募集を行った。最初、入選作はなかったが、選者の1人であるサトウハチローが、吉田テフ子の歌詞に戦時色を強めて補作した上で第1席となった。作曲者はレコード会社7社の競作となり、ニッチク（現・日本コロムビア）の佐々木すぐるに決定し、12月に安西愛子の歌で日本放送協会から流され全国に広まった。1945年（昭和20年）、日本音盤協会の昭和19年度音盤文化賞に入賞した。
終戦後、戦意高揚の歌として封印されるが、1946年（昭和21年）、ニッチクのディレクターである足羽章が連合国軍最高司令官総司令部に交渉し、サトウハチローによって歌詞を改訂することにより復活させた。また、復興の歌としてこの歌とともに全国各地で植樹祭が行われた。
1974年（昭和49年）、徳島県宍喰町が町制五十周年記念の一環として、町民センターに「お山の杉の子」歌碑を建立した。
『笑点』の大喜利で、桂歌丸司会時代に六代目三遊亭円楽がたまに桂歌丸に向かってまんまる坊主の禿山はいつでもみんなの笑いものの部分を歌い、座布団を取られていた。